# Otto Warmbier
Otto Frederick Warmbier (Cincinnati, Ohio, 1994. december 12. – Cincinnati, 2017. június 19.) amerikai állampolgár és egyetemi hallgató, akit 2016. január 2-án letartóztattak Észak-Koreában, miután állítólag ellopott egy propagandaplakátot a phenjani Yanggakdo International Hotelből, ahol turistaként megszállt. 2016 márciusában koncepciós pert követően tizenöt év kényszermunkára ítélték. Bebörtönzése után nem sokkal kómába esett és többé nem tért magához. 2017 júniusában szabadon engedték és hazaszállították Amerikába, ahol nem egészen egy hét múlva elhunyt,  miután szülei kérésére megszüntették mesterséges táplálását.
A Warmbier-család 2018-ban beperelte az észak-koreai kormányt kínzás és gyilkosság miatt egy amerikai szövetségi bíróságon (United States District Court for the District of Columbia). 2018. december 24-én Beryl A. Howell főbíró mulasztási ítélettel kötelezte Észak-Koreát 501 millió dolláros kártérítés megfizetésére. Az ítélet másolatát a bíróság futárszolgálattal eljuttatta Észak-Korea Phenjanban lévő külügyminisztériumába; azonban azt visszaküldték az azt küldő amerikai bírósághoz.

## Előélete
2013-ban végzett az Ohio állami Wyoming Gimnáziumban, Cincinnati külvárosában.

## Elítélése Észak-Koreában
Warmbier a Young Pioneer Tours kínai utazási iroda csoportjával egy társasutazáson vett részt Észak-Koreában. A cég jelmondata értelemszerű fordításban: „olcsó utak olyan helyekre, ahová édesanyád nem szívesen engedne”. Az utazás végén, hazaindulás előtt a phenjani repülőtéren letartóztatták. A letartóztatása állítólag egy incidens miatt történt a Yanggakdo International Hotelben, ahol körülbelül 100 másik nyugatival együtt tartózkodott, beleértve számos amerikai állampolgárt, akik valamennyien probléma nélkül elhagyták az országot. Warmbier állítólagos bűne az volt, hogy „államellenes bűncselekményt” követett el. 2016. február 29-én bevallotta, hogy ellopott egy darab észak-koreai propagandaplakátot a hotelje személyzetnek fenntartott részéről, hogy afféle trófeaként hazavigye az Egyesült Államokba, ahol egy ismeretlen vevő 10 000 dollárt kínált érte. Március 16-án Bill Richardson amerikai politikus és diplomata találkozott két észak-koreai diplomatával az ENSZ-ből, annak érdekében, hogy Warmbiert szabadon engedjék. Két órával később Warmbiert 15 év kényszermunkára ítélték. Warmbier vallomása a következőképpen szólt: 
Soha, soha nem lett volna szabad hagynom, hogy az Egyesült Államok kormányának a csalija legyek, hogy elkövessek egy bűncselekményt az országban. Kívánom, hogy az Egyesült Államok kormánya soha többé ne manipulálhasson embereket, mint engem, hogy a jövőben bűncselekményt kövessenek el egy külföldi ország ellen. Teljes szívemből könyörgök az embereknek és a KNDK kormányának, hogy bocsássanak meg. Kérem! A legrosszabb hibát követtem el az egész életemben.
Bebörtönzése után néhány héttel Warmbier kómába esett. A hivatalos észak-koreai verzió szerint a kondíciót botulizmus és altatótabletta szedése váltotta ki. 2017 júniusában a még mindig kómában levő fiatalt „humanitárius okokból”, egészségi helyzetére való tekintettel szabadon engedték, és június 13-án hazaszállították Cincinnatibe. Az orvosi vizsgálatok kiterjedt, visszafordíthatatlan agykárosodást mutattak ki, ám botulizmusnak nem találták nyomát. Néhány nappal hazaszállítása után elhunyt.

## Fordítás
Ez a szócikk részben vagy egészben  az   Otto Warmbier című angol Wikipédia-szócikk ezen változatának fordításán alapul.  Az eredeti cikk szerkesztőit annak laptörténete sorolja fel. Ez a jelzés csupán a megfogalmazás eredetét és a szerzői jogokat jelzi, nem szolgál a cikkben szereplő információk forrásmegjelöléseként.